# حصار قلعة كوكب الهوا
وقع حصار قلعة كوكب الهوا أو قلعة بلفوار في أواخر 1187 واستمر لغاية يناير 1189، عندما حاصر الأيوبيون بقيادة صلاح الدين قلعة فرسان الإسبتارية. انتهى الحصار بهزيمة الإسبتاريين واستسلامهم.

## خلفية تاريخية
بدا أن فرسان الإسبتارية لم يظهروا أي مقاومة للأيوبيين بعد أن كسرتهم معركة حطين؛ لذلك استسلمت قلعتهم في بيت جبلين بنفس شروط القدس. لكنهم تمكنوا من إعادة تنظيم أنفسهم. تواجد كبار فرسان الإسبتارية وفرسان الهيكل في صور مع كونراد دي مونفيراتو، الذي تولى قيادة القوات الصليبية بحلول نهاية يوليو 1187. هرب فرسان الإسبتارية الناجون بعد هزيمتهم في حطين إلى قلعة كوكب الهوا، وصمموا على مقاومة الأيوبيين.

## الحصار
بدأ حصار كوكب في ديسمبر 1187؛ والتي كان يُدافع عنها ناجون أقوياء من الحصارات السابقة وكانوا مجهزين جيداً. أرسل صلاح الدين، الذي كان منشغلاً بحصار صور، قائده سيف الدين محمود، ليحتل موقعاً بالقرب من القلعة، لكن حاميتها اعترضت قافلتين مسلمتين، إحداهما محملة بالغنائم التي أخذها صلاح الدين. وفي ليلة عاصفة من يناير 1188، غفل الحراس الأيوبيون؛ فأغار فرسان الإسبتارية عند الفجر، وفاجأوا المُحاصرين، واقتحموا معسكرهم، وكبدوا الأيوبيين خسائر فادحة. 
وصلت أخبار هذه الهزيمة إلى صلاح الدين خلال انسحابه من حصار صور غير الموفق. فغضب مما حل بقائده وأرسل صارم الدين قايماز النجمي إلى كوكب بقوة قوامها 500 فارس. حل صلاح الدين معظم جيشه، ولحق بقايماز في بداية شهر مارس، واثقاً من سقوط القلعة بسهولة، لكنه أدرك أن لديه قوة صغيرة وأنها ستتطلب حصاراً طويلاً. انسحب صلاح الدين في مايو، تاركاً قائده قائمز مع 500 فارس. ومع ذلك، بدا أن قايماز كان أكثر نجاحاً. وقد ورد في إحدى رسائل الإسبتاريين، المكتوبة في نوفمبر 1188، عدم سماع أي أنباء من بلفوار.
حاصر صلاح الدين الأيوبي قلعة فرسان الهيكل في صفد في الخريف. خشى الصليبيون في صور، من سقوط بلفوار بسهولة إذا سقطت صفد، فأرسلوا قوة قوامها 200 رجل تحت قيادة ضابطين من الإسبتالية. لكن الأيوبيين هزموا هذه القوة وأسروا ضابطيها. سقطت صفد في 6 ديسمبر. ثم سار صلاح الدين إلى كوكب، حيث أرسل رسالة إلى حاميتها، يعدهم فيها بالأمان إذا استسلموا وهددهم بتدميرها إذا استمروا في المقاومة.
بنى صلاح الدين سور دفاعي لحماية رجاله وخيامه التي كانت في نطاق القلعة من نبال حاميتها. وبما أن طبيعة الأرض أجبرت الأيوبيين على الاقتراب من الأسوار، فقد واجه جيش صلاح الدين صعوبات كبيرة، فقد كان موسم الأمطار وتجمد الأيوبيون على الأرض في الوحل الكثيف. استمر الرمي العنيف دون توقف، وصاحبه عدة هجمات مني فيها الأيوبيون بخسائر، إلا أن الرماة الأيوبيين رموا نبالهم بكثافة لدرجة أن المدافعين لم يجرؤوا على النظر خارج السور الرئيسي.
وأخيراً نجح النقابون الأيوبيون في نقب برج الجدار الخارجي. وهاجم الأيوبيون الأسوار، مما دفع فرسان الإسبتارية إلى التراجع إلى الأسوار الداخلية وطلب الاستسلام. قبل صلاح الدين عرضهم وسمح لهم بالمغادرة دون أن يصيبهم أذى. وانتهى الحصار أخيراً في 9 يناير.

## طالع أيضًا
- معركة كوكب الهوا (1182)